# Diorygopyx simpliciclunis
Diorygopyx simpliciclunis är en skalbaggsart som beskrevs av Matthews 1974. Diorygopyx simpliciclunis ingår i släktet Diorygopyx och familjen bladhorningar. Inga underarter finns listade i Catalogue of Life.